# أفكار غلام أحمد برويز

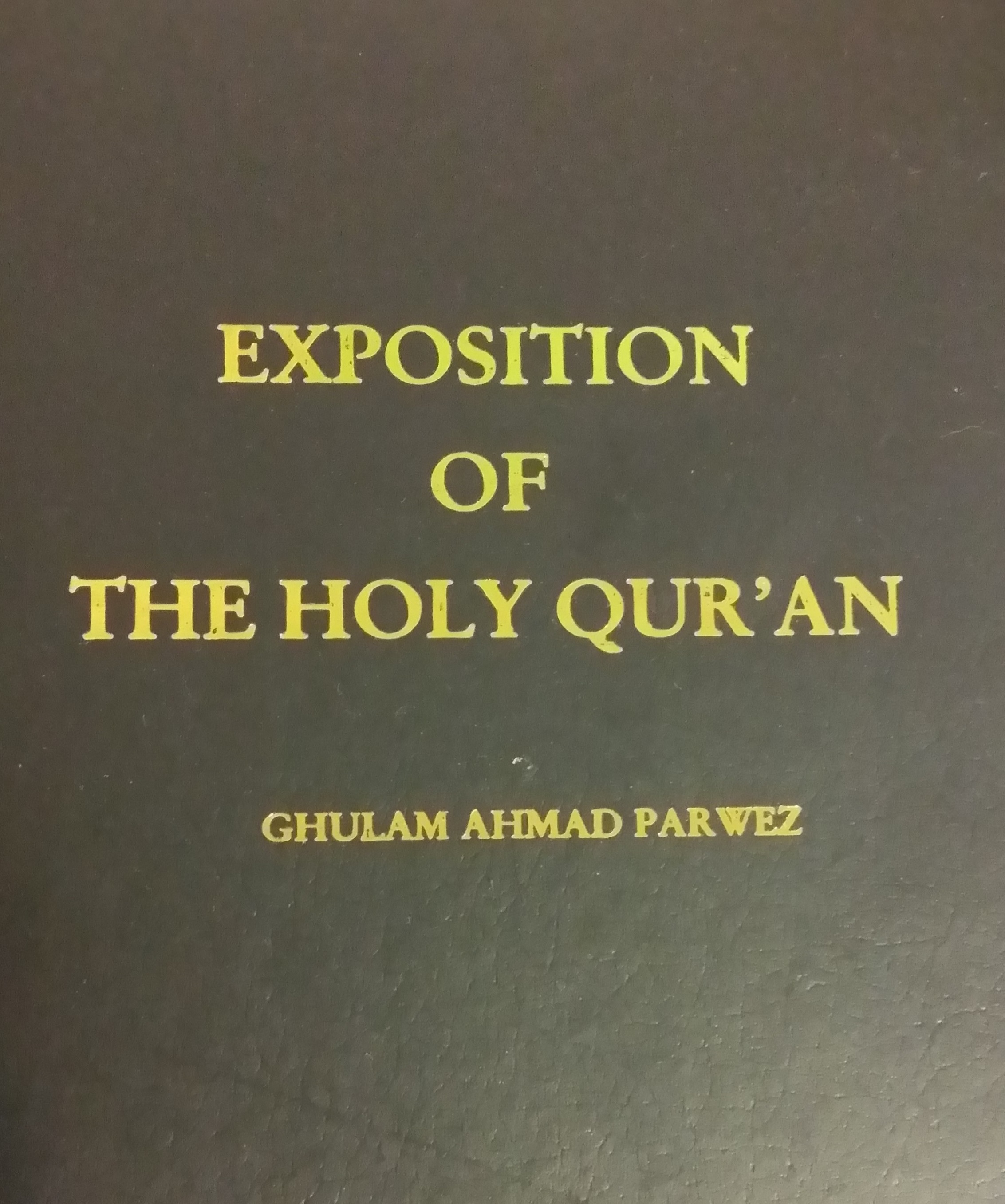
غلاف شرح برويز للقرآن الكريم

ركزت أفكار غلام أحمد برويز على التفسير المنهجي للموضوعات القرآنية، وكتابات محمد إقبال في ضوء الإصلاح الإسلامي بهدف إعادة تنظيم المجتمع على أساس قرآني. وفقًا لبرويز، فإن الغرض الأصلي للإسلام هو تحرير البشرية من الحكم القمعي لأنظمة التحكم التي صنعها الإنسان. وتشمل هذه الأنظمة التي صنعها الإنسان الحكم الديني والديمقراطية العلمانية، وكلاهما يتناقض مع المبادئ القرآنية. إن النموذج القرآني للحكومة سيعطي السلطة النهائية لله نفسه. مثل هذه الحكومة تسمح فقط بالقوانين التي تقع ضمن حدود القرآن الكريم، وتروج بنشاط للمبادئ القرآنية. وتناول في تعريفه كثير من المبادئ القرآنية، مثل مبدأ الزكاة، حيث عرّفها بأنها مصلحة عامة. كما أكد على أهمية الوحدة للمسلمين: "القرآن الكريم ينبذ الطائفية في الدين والحزبية في السياسة. فالفرق والطوائف تُولّد الفتنة والشقاق في الأمة. والطائفية، في القرآن الكريم، شرك".
ورغم أن برويز لم يرفض الحديث كليًا، إلا أنه أعطى الأهمية الأساسية للقرآن. وكان يستشهد في كثير من الأحيان بأمثلة حيث نشأت الخلافات والانقسامات بين المسلمين بسبب الاعتماد المفرط على الحديث، وقرر أن الطريقة الوحيدة للمسلمين للوصول إلى اتفاق، والتوحد في الإسلام، هي إعطاء الأهمية الأساسية للقرآن، ورفض أي حديث يتناقض بوضوح مع المبادئ القرآنية. كما ألقى باللوم على العلماء السائدين لسماحهم بالممارسات الاجتماعية والاقتصادية الاستغلالية من خلال استمداد سلطتهم من الحديث، حتى في تناقض مع القرآن. كما ألقى باللوم على الاعتماد المفرط على الحديث في إدخال روايات تاريخية كاذبة عن الفترة المبكرة من الإسلام، وأيضا كوسيلة للاستغلال.
"يؤيد برويز الرأي القائل بأن الحديث والسنة، كما يحددهما، لا يشكلان مصادر للسلطة القانونية في الإسلام (أو ما يسميه الدين). وبدلاً من ذلك، فإنه يشكل الرأي القائل بأن القرآن مكتفٍ ذاتيًا تمامًا من حيث تفسيره الخاص وأن الحديث والسنة قد طمسا وشوها في كثير من الحالات التعاليم القرآنية الفعلية، بما في ذلك تلك التي لها أهمية قانونية."

## الأفكار الرئيسة

### دعم استقلال باكستان
قبل إنشاء دولة باكستان، قدم إقبال برويز إلى محمد علي جناح، الذي جنده للمساعدة في نشر فكرة إنشاء وطن منفصل للمسلمين. وقد عيّن جناح برويز لتحرير مجلة "طلائع الإسلام" بهدف مواجهة الدعاية القادمة من بعض الجهات الدينية لدعم حزب المؤتمر. كانت أطروحة برويز هي أن النموذج التنظيمي للدولة هو المحرك الأساسي الذي يحرك تنفيذ القرآن، ومثل محمد في المدينة، فإن أولئك الذين يرغبون في ممارسة الإسلام، كما هو محدد في القرآن، مطلوب منهم أن يعيشوا في دولة تخضع لقوانين الله وليس قوانين البشر.

### الإسلام والحريات الفردية
وزعم برويز أن القرآن يضع تأكيدًا قويًا على الحرية الفردية لدرجة أنه يكاد يتجاوز كل أشكال السلطة، إلى الحد الذي لا يحق فيه لأي شخص إجبار شخص آخر على طاعته، مستشهدًا بالآية 3:79 (مَا كَانَ لِبَشَرٍ أَن يُؤۡتِيَهُ ٱللَّهُ ٱلۡكِتَٰبَ وَٱلۡحُكۡمَ وَٱلنُّبُوَّةَ ثُمَّ يَقُولَ لِلنَّاسِ كُونُواْ عِبَادٗا لِّي مِن دُونِ ٱللَّهِ وَلَٰكِن كُونُواْ رَبَّٰنِيِّـۧنَ بِمَا كُنتُمۡ تُعَلِّمُونَ ٱلۡكِتَٰبَ وَبِمَا كُنتُمۡ تَدۡرُسُونَ) لدعم هذا الرأي. وتماشيًا مع هذا، عارض برويز العبودية بشدة. وأوضح ألا أساس لها من الصحة وفقًا للقرآن، وأن هذه الممارسة محظورة منذ فجر الإسلام، على عكس آراء معارضيه الذين طالبوا رسميًّا بإضفاء الشرعية على العبودية في باكستان التي أنشئت حديثًا. وزعم برويز أن الكلمات المستخدمة في القرآن للإشارة إلى العبودية يجب قراءتها بشكل صحيح في زمن الماضي، وبالتالي إعطاء معنى مختلف تماما للآيات التي يستخدمها خصومه لتبرير العبودية. وقد ذكر: "إن ما حدث في التاريخ اللاحق كان مسؤولية المسلمين، وليس مسؤولية القرآن". ويضع دبليو جي كلارنس سميث برويز ضمن " قوات الصدمة لإلغاء العبودية في جنوب آسيا"، وهي مجموعة من المفكرين العقلانيين الذين اتخذوا موقفًا مفاده أن العبودية محرمة في القرآن. اُتخذ هذا المنصب لأول مرة من سيد أحمد خان. وبحسب كلارنس سميث، كان برويز " الشخصية الأكثر أهمية التي حملت الشعلة الثورية بعد الاستقلال في عام 1947 ".

### الإسلام مقابل "الدين"
وزعم برويز أن الإسلام يتحدى صحة مفهوم "الدين" ذاته. تعتبر هذه الفكرة ادعاءً كلاسيكيًا رُوج مؤخرًا على يد محمد إقبال، عندما قام برويز بالدفاع عنها بشكل منهجي في عمله "الإسلام: تحدي للدين"، حيث زعم أن الإسلام هو "احتجاج ضد جميع الأديان بالمعنى القديم للمصطلح". رحب إسماعيل الفاروقي بها باعتبارها "بيانًا ممثلًا للفكر الإسلامي الحداثي".